# Mönsterås (gemeente)
Mönsterås is een Zweedse gemeente in Småland. De gemeente behoort tot de provincie Kalmar län. Ze heeft een totale oppervlakte van 610,3 km² en telde 13.111 inwoners eind 2007.

## Geschiedenis
De nederzettingen in deze gemeente ontstonden op glaciale eskers (in het Zweeds 'ås' genoemd) die vanuit het binnenland in zuidoostelijke richting naar de Oostzee lopen. Ålem en Blomstermåla liggen op Högsbyås, terwijl de hoofdplaats Mönsterås op de naar haar eigen genoemde esker een tiental kilometers noordwaarts ligt. Daartussen stromen de rivieren Emån en Alsterån, die ook belangrijk zijn voor de ontstaansgeschiedenis. De kloosterruïne Kronobäck ligt bijvoorbeeld in zo'n dal. Voor de verwoesting van het klooster tijdens de reformatie was het een belangrijk cultureel centrum in de regio. "Mönster" in de plaatsnaam verwijst ook naar een verbasterde vorm voor klooster (vergelijk met het Engelse "monastery").
De plaats Mönsterås was in de 19e eeuw een köping, een bijzondere vorm van lokaal bestuur voor een marktplaats, waarvan er maar acht in heel Zweden waren. Er was ook een landelijke gemeente met dezelfde naam. Deze twee werden in 1953 samengevoegd. In 1971 begon de samenvoeging van Mönsterås met Fliseryd en Ålem (inclusief Pataholm) om de huidige gemeente te vormen. Dit proces werd in 1974 voltooid.

## Karakteristiek
De houtindustrie heeft van oudsher deze omgeving gedomineerd. Een groot deel van de bedrijvigheid is opgebouwd rondom de papierfabriek van Södra Cell AB.
In deze kustgemeente is de visserij nog steeds zichtbaar, ook al is dat heden ten dage meer recreatief dan beroepsmatig. De oude vissersnederzetting Pataholm heeft veel van haar oude karakteristiek bewaard.
De E22 van Amsterdam naar Norrköping (Zweden) loopt door Mönsterås.

## Nederzettingen
Er zijn 4 dorpen in de gemeente, terwijl Mönsterås zelf lokaal als stad wordt aangeduid. Oknö is een nederzetting met voornamelijk vakantiehuizen en wordt niet gezien als zelfstandig dorp. In de tabel de inwoneraantallen op 31 december 2007.
| # | Nederzetting       | Bevolking |
| - | ------------------ | --------- |
| 1 | Mönsterås (plaats) | 4 783     |
| 2 | Blomstermåla       | 1 599     |
| 3 | Timmernabben       | 1 425     |
| 4 | Ålem               | 1015      |
| 5 | Fliseryd           | 762       |
| 6 | Oknö               | 301       |

Mönsterås kent eveneens de volgende geregistreerde kleinere nederzettingen (småort):
| #  | Nederzetting            | Bevolking |
| -- | ----------------------- | --------- |
| 7  | Solberga och Knutskulla | 196       |
| 8  | Finsjö                  | 162       |
| 9  | Pata malm               | 133       |
| 10 | Killingeholm            | 104       |
| 11 | Hammarglo               | 91        |
| 12 | Tålebo                  | 89        |
| 13 | Sandbäckshult           | 83        |
| 14 | Torp                    | 79        |